# Cilicaeopsis floccosa
Cilicaeopsis floccosa là một loài chân đều trong họ Sphaeromatidae. Loài này được Seed miêu tả khoa học năm 1973.